# سار (مجارستان)
سار (به مجاری:  Szár) یک شهرداری در مجارستان است. سار ۲۲٫۶۳ کیلومتر مربع مساحت و ۱٬۶۷۸ نفر جمعیت دارد.